# 레오나르드 해리스
레오나르드 해리스(Leonard Harris, 1929년 9월 27일 ~ 2011년 8월 28일)는 미국의 배우, 문학 평론가, 저널리스트이다.
브롱크스에서 태어났으며 하트퍼드에서 사망하였다. 사인은 폐렴이다.

## 영화
- 캡틴 어벤저 (1980년)
- 택시 드라이버 (1976년) - 찰스 팰런타인 역